# Moncef Hajjar
Pour les articles homonymes, voir Hajjar.
Moncef Hajjar (arabe : منصف حخر), né le 10 mars 1936 à Tunis et mort le 24 décembre 2015, est un handballeur et entraîneur tunisien.

## Carrière
Il fait ses débuts au handball en 1954 au collège Sadiki. Cette même année, il passe au club de Zitouna Sports où il évolue jusqu'en 1957 avant de rejoindre l'Espérance sportive de Tunis où il joue jusqu'à la fin de sa carrière en 1971. De 1963 à 1965, il fait un passage par le Paris Université Club.
Il devient également le capitaine de l'équipe de Tunisie masculine de handball.
Il a été plusieurs fois sélectionneur national mais également directeur technique à la Fédération tunisienne de handball.

## Palmarès
- Championnat de Tunisie masculin : 1967, 1969, 1971
- Coupe de Tunisie masculine : 1960, 1970, 1971